# West Texas Intermediate

Preço spot do intermediário do oeste de Texas em relação com o preço do cru Brent.

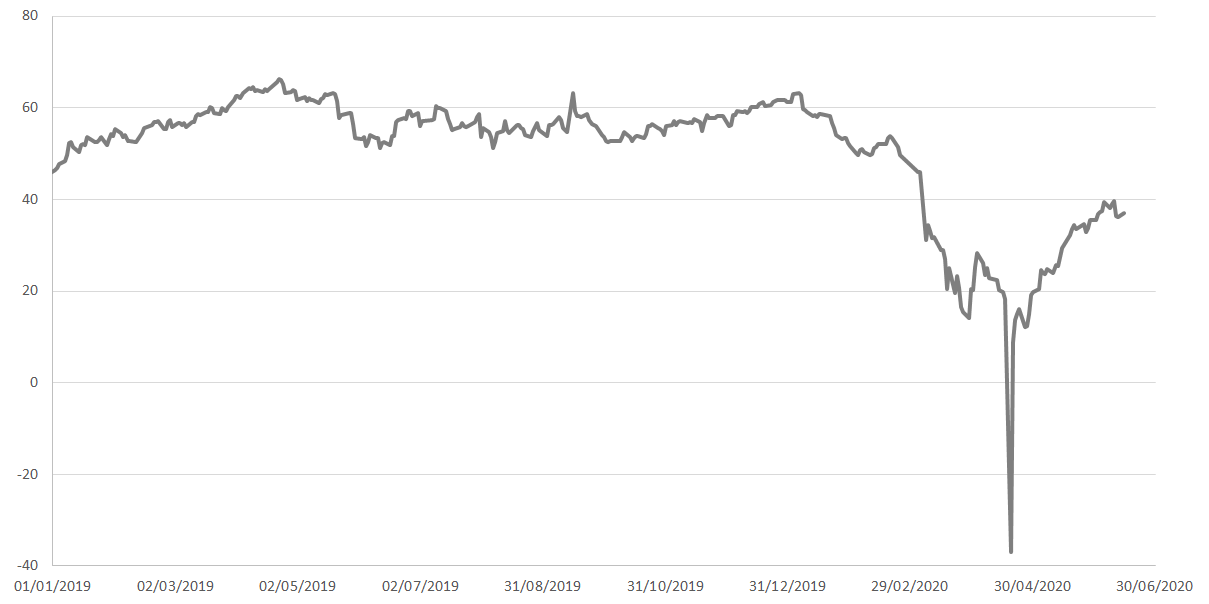
Movimento do preço do WTI a partir de 2019. Em 20 de abril de 2020 os preços caíram abaixo de zero pela primeira vez na história.

De acordo com a EIA, West Texas Intermediate (WTI) é um fluxo de petróleo bruto produzido no Texas e no sul de Oklahoma e é usado como referência na precificação do petróleo.
Outros fluxos nos Estados Unidos são a Light Louisiana Sweet (LLS); o Mars e Poseidon, produzidos na Louisiana, e o Southern Green Canyon, produzido no Texas.